# Le Sang de l'épouvanteur
 (juin 2015).
Si vous disposez d'ouvrages ou d'articles de référence ou si vous connaissez des sites web de qualité traitant du thème abordé ici, merci de compléter l'article en donnant les références utiles à sa vérifiabilité et en les liant à la section « Notes et références ».
Le Sang de l'épouvanteur (titre original : The Spook's Blood) est le dixième tome de la série L'Épouvanteur signée Joseph Delaney. Paru en 2012, il est précédé par Grimalkin et l'Épouvanteur et suivi par Le Pacte de Sliter.

## Résumé[1]
Le Malin demeure entravé. Grimalkin, malgré les obstacles, est toujours en possession de sa tête. Furieux de sa situation, il avertit Tom: l'un de ses serviteurs les plus dangereux va bientôt s'éveiller.
Dans ce 10e tome, Tom est amené à combattre Siscoï, le dieu Vampire, avec l’aide de Grimalkin, Alice, et un ancien apprenti de John Gregory, Judd Brinscall. Lors du combat ultime, Tom est averti par sa mère que seul lui est en mesure de vaincre Siscoï et de survivre. En effet, le dieu prend le dessus et va vaincre le jeune apprenti, mais il s’avère que son sang - celui du septième fils d’un septième fils et d’une lamia - est un poison mortel pour Siscoï.
Grimalkin quant à elle poursuit sa mission, maintenir la tête du malin loin de l’obscur. Judd a repris le moulin de Bill Arkwright au nord de Caster, ainsi que Griffe, Sang et Os, qui lui seront utile pour lutter contre l’invasion des sorcières d’eau.
Quant à Alice, elle rejoint l’obscur pour récupérer le troisième objet nécessaire pour vaincre le Malin, en plus de la Lame du Destin et de Tranche Os – le premier en possession de Tom, le second de Grimalkin.
Il ne leur reste plus que quelques mois pour détruire le Malin, et cela nécessitera le sacrifice d’Alice. Celle-ci en a bien conscience, l’ayant appris par scrutation. Tom ne peut s’y résoudre pour l’instant, il garde espoir de trouver une autre solution … 